# Ernst Reiss
Ernst Reiss est un alpiniste suisse, né le 24 février 1920 à Davos et mort le 30 août 2010 à Bâle. Il est le premier ascensionniste du Lhotse.

## Biographie
Membre de l'expédition suisse de 1956, Ernst Reiss est, avec Fritz Luchsinger, l'un des deux premiers hommes à réussir l'ascension du Lhotse, l'un des sommets de plus de huit mille mètres qui est la quatrième plus haute montagne du monde. Les deux alpinistes ont atteint le sommet le 18 mai 1956.